# Sicilia Cabaret
"Sicilia Cabaret" è un programma televisivo comico italiano in onda in prima serata dal 2016 su Antenna Sicilia e andato in onda in seconda serata su Rai 2, alle ore 24.00, il 16 luglio 2018 di lunedì, 23 luglio 2018 sempre di lunedì, 25 settembre 2018 di martedì, 2 ottobre 2018 sempre di martedì, 28 agosto 2019 di mercoledì, e il 4 settembre 2019 sempre di mercoledì e trasmesso dal Teatro di Verdura di Palermo. In diretta dal Teatro Jolly di Palermo. Dal 2016 al 2021 viene trasmesso di giovedì e dal 2022 viene trasmesso di venerdì. 
È uno spettacolo di varietà e cabaret ideato e condotto da Matranga e Minafò (Tony Matranga ed Emanuele Minafò), duo comico siciliano, già noto per aver preso parte al programma tv Made in Sud. 
Una carrellata di comici emergenti si alternano tra monologhi, parodie, battute nonsense e sketch esilaranti, al limite del grottesco, proponendo ironicamente vizi, stereotipi, virtù e contraddizioni dei siciliani.

## Storia
Il format, approda per due stagioni consecutive sulle frequenze dell'emittente TGS di Palermo, nato dapprima come laboratorio comico di cabaret per Nuovi Comici alla Ribalta, con la denominazione di Convento Cabaret, dal nome dello storico teatro sito nel capoluogo della Sicilia. Nel 2016 il gruppo di artisti debutta come Sicilia Cabaret in prima serata, ogni giovedì, sul canale regionale digitale Antenna Sicilia di Catania, portando in scena i personaggi delle due edizioni precedenti dello show televisivo, definito dalla stampa lo "Zelig siciliano".
Nel 2018 la Rai decide di trasmettere una selezione della loro produzione in due puntate-pilota, Oltre agli intermezzi comici e le gag del duo Matranga e Minafò - due veri e propri "capocomici", forse in procinto di subentrare al programma Made in Sud, mantenendo la stessa regia, secondo le indiscrezioni del web - si ripropongono una gamma di personaggi strampalati. Fra il cast, è stata annunciata la presenza anche di alcuni ospiti già noti per aver lavorato in tv nazionali, come Roberto Lipari, vincitore della prima edizione del talent show comico italiano di LA7 Eccezionale veramente (2017), Peppe e Ciccio di Colorado su Italia 1, Danilo Vizzini (Stasera Mi Butto I ed & II ed., Qui si gioca/TMC, Il Bagaglino, Quelli che il calcio, Zelig, Eccezionale veramente/LA7 ecc.). 
La colonna sonora delle puntate è stata affidata alla voce del cantante Lello Analfino e ai suoni del gruppo musicale dei Tinturia. e Ottoni Animati.
Le due puntate del programma, scritte da Stefano Sarcinelli, Roberto Pizzo, Lorenzo Pasqua e Alessandro Matranga, ottenendo un ascolto medio del 4,33% (406.000 spettatori); mentre la seconda parte il 4,4% di ascolti (pari a 393.000 spettatori).

## Cast
Prima puntata (lunedì 16 luglio 2018) (martedì 25 settembre 2018) (mercoledì 28 agosto 2019)
- Gesù (Domenico Fazio)
- I Respinti (Le carte siciliane) (Rosario Alagna, Dario Terzo, Piero Salerno)
- Il notificatore di Facebook di Minafò (Daniele Vespertino)
- Il Ragazzo App (Simone Riccobono)
- Modella (Dalila Pace)
- La guida turistica (Piero Salerno)
- Gianni Lattore (Rosario Alagna con Dario Terzo)
- I Badaboom (Alessandro Aiello, Giuliana Di Stefano)
- Roberto Lipari
- Peppe e Ciccio
- Chris Clun
- Akiz (Alessandro Di Paola)
- La Famiglia Buttafuori:  (Danilo Lo Cicero de I 4 Gusti + Rosario Alagna de I Respinti + Claudione de I falchi
- Suki (Ivan Fiore)
- I falchi (Claudione e Peppino)
- I cugini Appalermo (Matranga e Minafò)
- I 4 Gusti (Gli Hippies) (Domenico Fazio, Giuseppe Stancampiano, Danilo Lo Cicero, Totò Ferraro)

1. 92100
2. Precario
3. Stunz
4. Cocciu D'Amuri
5. Ottoni animati

Seconda puntata (lunedì 23 luglio 2018) (martedì 2 ottobre) (mercoledì 4 settembre 2019)
- Gesù (Domenico Fazio)
- Peppe e Ciccio
- Il notificatore di Facebook di Matranga (Daniele Vespertino)
- Il Ragazzo App (Simone Riccobono)
- La guida turistica (Piero Salerno)
- Gianni Lattore (Rosario Alagna con Dario Terzo)
- I Badaboom (Alessandro Aiello, Giuliana Di Stefano)
- Akiz il Rapper (Alessandro Di Paola)
- I Soldi Spicci
- Il Vigile (Francesco Rizzuto)
- Suki (Ivan Fiore)
- Chris Clun  (Chris Clun)
- Roberto Lipari
- Commesso Pizzo (Roberto Pizzo)
- Modella (Dalila Pace)
- Lo Scarafaggio (Davide Tusa, ovvero il Mago Plip)
- I 4 Gusti (Domenico Fazio, Giuseppe Stancampiano, Danilo Lo Cicero, Totò Ferraro)
- Savvo Zauddo (Salvo Palumbo)

### Interpretazioni dei comici
- I Badaboom: duo comico siciliano, formato da Alessandro Aiello e Giuliana Di Stefano, alle prese con uno sketch di una coppia di innamorati, parafrasando le melodie del canto lirico.
- La Famiglia Buttafuori: Danilo Lo Cicero interpreta il buttafuori dei comici che "butta fuori" chi non fa ridere, accompagnato e "difeso" dalla "famiglia" sempre al suo fianco, perfettamente simile al protagonista nei modi e nei gesti: il figlio con la voce in falsetto parlato (Daniele Vespertino) e la moglie (Rosario Alagna) sono completamente calvi.
- I falchi: Claudione & Peppino sono i falchi palermitani della Polizia dai modi poco ortodossi.
- Peppe e Ciccio: lo sketch ha per tema l'arte del corteggiamento ai tempi dei social.
- Gianni Lattore: Gianni Lattore (Rosario Alagna), "Lattore tutto attaccato senza l'apostrofo", personaggio emblematico, mostra "qualità nascoste" d'artista, supportato dal manager de "La MastiCasting" (Dario Terzo).
- Gesù: il Gesù siciliano di "NazaZen", parodia del noto quartiere palermitano, alle prese con le 'parabole' quotidiane, perché "non c'è più rispetto!" neppure per i 'superiori'.
- Roberto Lipari: i suoi monologhi narrano i luoghi comuni sui siciliani come vengono raccontati dagli italiani e come gli stessi siciliani si presentano, per esempio, nell'accoglienza turistica, proponendo insoliti souvenir, a volte al limit del kitsch.
- Akiz il Rappar: Alessandro Di Paola, in arte Akiz, si lancia sul palco con il suo personaggio del rapper.
- Suki: l'improbabile venditore Ivan Fiore si finge venditore giapponese di "suki" (non di sushi) tra spropositi linguistici, doppi sensi e nomi ambigui di amici nippo-siculi.
- I 4 Gusti: è un quartetto comico palermitano composto da Danilo Lo Cicero, Giuseppe Stancampiano, Domenico Fazio e Totò Ferraro; presentano due gag, gli hippie pronti ad andare a Rimini alla ricerca di ragazze da conoscere, litigano con il "maestro" di freddure e il tormentone "minchia, chi sugnu fusu!"; il secondo sketch vede i quattro comici testimoni di nozze, anche se dai loro dialoghi si ha l'impressione iniziale tra equivoci e black humour di assistere ad un funerale.
- I Soldi Spicci: le difficoltà e le idiosincrasie di una complicata convivenza tra uomo e donna di due giovani fidanzati; sono gli attori Claudio Casisa (ex Iena nel 2011 su Italia 1) e Annandrea Vitrano, che decidono nel 2013 di fare coppia fissa non solo nella vita privata, ma ideando video pubblici di pochi minuti condivisi sui social, cortometraggi con il nome de I Soldi Spicci divenuti virali, ottenendo un interesse inaspettato, anche per via dei caratteri universali degli argomenti proposti, divenuti trama di un film[10].
- I Respinti: il trio comico (Piero Salerno, Rosario Alagna e Dario Terzo), con un passato di animatori nei villaggi turistici, sono saliti alla ribalta nazionale già nel 2017 a Eccezionale veramente, programmi di LA7, con tutti i vari personaggi macchiettistici portati a "Sicilia Cabaret", da Piero Dance a Gianni Lattore, fino ad arrivare alle carte siciliane.
- Savvo Zauddo: cantante neomelodico catanese che si diletta in esibizioni neomelodiche alquanto bizzarre.

## Ascolti
I dati ufficiali del programma trasmesso durante il periodo estivo, in prima visione, dopo la mezzanotte, il titolo di Vucciria tutti i mercoledì 28 agosto e il 4 settembre in seconda serata delle 23:30 nel 2019, e martedì 25 settembre e il 2 ottobre invece nel 2018: Lunedì 16 Luglio e il 23 luglio l'altro 2018 questa volta alle 24:00 su Rai 2.
| Puntata | Data           | Telespettatori | Share |
| ------- | -------------- | -------------- | ----- |
| 1       | 16 luglio 2018 | 354.000        | 4,70% |
| 2       | 23 luglio 2018 | 261.000        | 3,70% |
| Media   | Media          | 307.500        | 4,20% |